# A la resistencia española/A la revolución mexicana
A la resistencia española/A la revolución mexicana è uno split album del musicista Rolando Alarcón e del gruppo musicale Inti-Illimani cileni, pubblicato nel 1969.

## Descrizione
Nel 1969 la cilena Hit Parade pubblica questo split album di Rolando Alarcón e degli Inti-Illimani. Sul lato A (intitolato A la resistencia española, in copertina una riproduzione di Guernica di Pablo Picasso) Rolando Alarcón interpreta 6 canzoni popolari che affondano le proprie radici nella Guerra civile spagnola.
Il lato B (intitolato A la revolución mexicana, in copertina una foto di Pancho Villa e Emiliano Zapata) è invece appannaggio degli Inti-Illimani che interpretano 6 brani tradizionali legati alla rivoluzione messicana. Entrambe le facciate sono caratterizzate da arrangiamenti essenziali e spartani (in pratica si utilizzano esclusivamente chitarre, voci e rarissime percussioni, più, in un caso, l'armonica a bocca suonata da Ernesto Pérez De Arce). In questo disco si affermano all'interno del gruppo le voci di Jorge Coulón e, soprattutto, di Max Berrú, particolarmente a suo agio con rancheras e corridos.
Nel 2000 in Cile la Warner Music Chile ha pubblicato in CD una versione rimasterizzata a partire da copie in vinile dei i 6 brani interpretati dagli Inti-Illimani, inserendoli come bonus track in coda al CD contenente la ristampa dell'album Autores chilenos e raggruppandole sotto il nuovo titolo di Canciones de la revolución mexicana.

## Tracce
1. Rolando Alarcón – La paloma – 2:22
2. Rolando Alarcón – Canción de Grimau – 2:57
3. Rolando Alarcón – A la huelga – 2:20
4. Rolando Alarcón – Coplas del tiempo – 2:54
5. Rolando Alarcón – El gallo rojo – 2:51
6. Rolando Alarcón – Canción de lo soldados – 2:33
7. Inti-Illimani – Nuestro México, febrero 23 – 3:34
8. Inti-Illimani – La Valentina – 1:53
9. Inti-Illimani – El siete leguas – 3:58
10. Inti-Illimani – Soldado revolucionario – 3:02
11. Inti-Illimani – La cucaracha – 2:41
12. Inti-Illimani – La Adelita – 2:51

Durata totale: 33:56

## Crediti
- Rolando Alarcón

### Inti-Illimani
- Jorge Coulón - voce, chitarra
- Horacio Salinas: chitarra, voce
- Horacio Duran: voce
- Max Berrú: voce
- Ernesto Pérez De Arce: voce

## Edizioni
- 1969 - A la resistencia española/A la revolución mexicana (DM/Hit Parade, VBP-267, LP, Cile)
- A la resistencia española/A la revolución mexicana (Ediciones América Hoy, LOF 202, LP, Uruguay)